# Krzysztof Kłosek
Krzysztof Kłosek est un chanteur et bassiste polonais né le 16 juillet 1977 à Świętochłowice. 

## Biographie
Krzysztof Klosek commence sa carrière artistique en 1999 dans le groupe Thorn.S, dont il est cofondateur. Il joue dans le groupe jusqu'en 2005 et à nouveau entre 2008 et 2010.
En 2003, il cofonde le groupe Black From The Pit dans lequel il joue jusqu'en 2012.
En 2004, il rejoint le groupe Zakład.
Entre 2005 et 2007, il joue dans le groupe de black metal Darzamat.
Durant l'été 2008 et de 2009 à 2010, il est le bassiste intérimaire du groupe Killjoy.
De 2010 à 2012 il est membre de Horrorscope.

## Discographie
- Thorn.S - From the Inside (1999)
- Thorn.S - Place Of No Return (2001)
- Thorn.S - Promo MMIII (2003)
- Black From The Pit - Doublecrow Soul (2004)
- Darzamat - Transkarpatia (2005)
- Darzamat - Live Profanity (Visiting the Graves of Heretic) (2007)